# Elisabeth von Namur

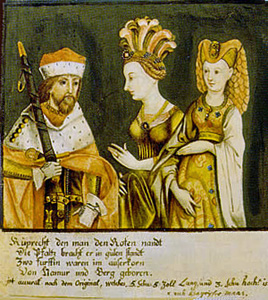
Kurfürst Ruprecht I. mit seinen beiden Frauen; Elisabeth von Namur in der Mitte. Das Bild trägt den Sinnspruch: Ruprecht den man den Roten nandt, die Pfalz bracht er in guten Stand, zwo Fürstin waren ihm auserkorn, von Namur und Berg geboren.

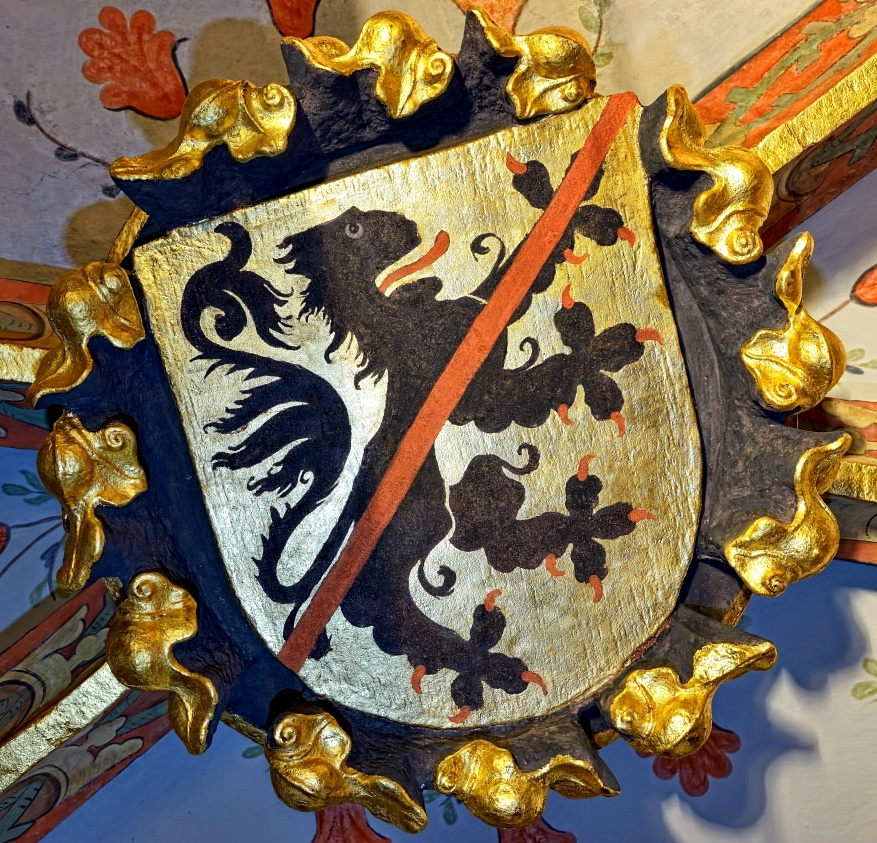
Wappen der Grafen von Namur, in der Stiftskirche Neustadt an der Weinstraße

Gräfin Elisabeth von Namur (* um 1330; † 29. März 1382 in Heidelberg) war Prinzessin von Namur aus dem Hause Dampierre und durch Heirat Kurfürstin von der Pfalz.

## Leben
Gräfin Elisabeth wurde als jüngste Tochter des Grafen Johann I. von Flandern und Namur aus dem Hause Dampierre († 1330) und seiner Gattin Maria von Artois, der Tochter des Grafen Philippe d’Artois, geboren. Die Prinzessin war über beide Elternteile ein Nachkomme französischer Könige aus der Dynastie der Kapetinger, deren Seitenzweig von Artois sie entstammte.
1350 ehelichte Elisabeth von Namur den Wittelsbacher Pfalzgrafen und späteren Kurfürsten (1356) Ruprecht I. von der Pfalz.

Ihr Mann gilt als einer der bedeutendsten deutschen Fürsten seiner Zeit, er war sehr angesehen, von großem politischen Geschick, gebildet und religiös. Die Allgemeine Deutsche Biographie charakterisiert den Herrscher folgendermaßen: 

„Schon bei seinen Zeitgenossen stand Rupprecht I. in hohem Ansehen, er war auch äußerlich eine Achtung gebietende Gestalt, eine ritterliche Erscheinung. Bei rücksichtsloser Thatkraft galt er als milder, wohlwollender Herr, als ein Schirmherr der Kirche und der Priesterschaft, als ein Freund der Witwen und Waisen. Die Judenschaft, deren finanzielle Macht er vortrefflich auszunützen verstand, verehrte in ihm einen gerechten, humanen Beschützer.“

Ruprecht I. erlangte die Kurfürstenwürde für die Pfalz und gründete u. a. die nach ihm benannte Universität Heidelberg sowie als Memoria seiner Familie das Kollegiatstift zu Neustadt an der Weinstraße.
1370 wurden für das Herrscherpaar 62 Predigten des Franziskaners Berthold von Regensburg aufgezeichnet, außerdem fertigte man für sie eine kostbare Pergamenthandschrift mit der Lebensbeschreibung der Hl. Elisabeth, der Namenspatronin der Kurfürstin. Kurfürstin Elisabeth von Namur war eine große Wohltäterin der Heidelberger Franziskaner, deren Kloster sie um 1375 reich beschenkte und vergrößerte.
Die Ehe des Kurfürstenpaares blieb kinderlos.
In ihrem zwei Monate vor dem Tod gefertigten Testament wünschte Elisabeth von Namur in der Heidelberger Franziskanerkirche „vor dem Fronaltar“ beigesetzt zu werden. Neben reichlichen Stiftungen für wohltätige Zwecke verfügte sie ein zusätzliches Ewiges Licht über ihrem Grab „vor unsres Herrn Lichnam“, also vor dem Tabernakel, was nach Nathalie Kruppa in ihrem Werk Adelige, Stifter, Mönche (2007) auf eine ausgeprägte eucharistische Frömmigkeit der Fürstin schließen lässt. Weiter heißt es dort, Elisabeths Testamentsanordnungen fügten sich „zum Bild eines bewusst an den religiösen Vorstellungen der Franziskaner ausgerichteten und im dauerhaften Gedächtnis diesen Idealen verpflichteten Begräbnisses...“ Überdies bedachte die Fürstin testamentarisch auch ihre Dienerschaft mit Zuwendungen nicht geringen Umfangs, ein für die damalige Zeit sicher außergewöhnliches Verhalten. Elisabeth von Namur führt dabei eine lange Litanei ihrer Bediensteten auf, offenbar ängstlich bedacht, ja niemanden zu vergessen. Die Nennungen der Namen erfolgt in sehr vertraulichem Ton, wie etwa: „20 Gulden der alten Else, 10 Gulden klein Gredeln, 10 Gulden Heintzel dem Kammerknaben, 20 Gulden Hensel dem Wagenknecht...“
Die Affinität zum Franziskanerorden rührte bei Elisabeth von Namur vermutlich von ihrer Verwandtschaft mit Ludwig von Toulouse her, einem bekannten Heiligen dieser Ordensgemeinschaft; er war der Cousin ihres Großvaters.
Ihr Ehemann Ruprecht I. scheint religiös ähnlich gesinnt gewesen zu sein, denn er ließ sich knapp zehn Jahre später in der Stiftskirche zu Neustadt an der Weinstraße als Angehöriger des 3. Ordens des Hl. Franziskus in einfacher franziskanischer Ordenstracht bestatten. Dort am Begräbnisort des Gatten und dessen zweiter Frau existiert auch eine ewige Messstiftung für Elisabeth von Namur.
Blanche von Namur, Königin von Schweden († 1363), war die ältere Schwester der Kurfürstin.